# Jan Piers
Johannes (Jan) Baptist Leo Piers (Oostende, 13 juni 1920 - aldaar, 9 oktober 1998) was een Belgisch politicus voor de CVP en advocaat.

## Biografie

### Familie
Jan Piers was een zoon van bankdirecteur Frans Piers en Eugenie Nierinck. Hij trouwde in 1947 in Beernem met Marguerite Sap, dochter van minister en krantenuitgever Gustave Sap (1886-1940) en was daardoor een schoonbroer van de bekende Vlaamse ondernemers Albert De Smaele en André Vlerick (hoogleraar en CVP-minister). De burgemeester van Zomergem Felix Lampaert jr. was eveneens zijn schoonbroer. Hij was gehuwd met Marie-José Piers.

### Levensloop
Piers deed middelbare studies in het Onze-Lieve-Vrouwecollege in Oostende en behaalde aan de Katholieke Universiteit Leuven de diploma's van doctor in de rechten in 1944 en licentiaat in de politieke en sociale wetenschappen in 1945. Van 1945 tot 1981 was hij ingeschreven als advocaat aan de balie van Brugge. Hij was ook nationaal bestuurslid van het NCMV en van 1946 tot 1949 leraar aan het Provinciaal Instituut voor Bestuurswetenschappen in Brugge en van 1948 tot 1949 plaatsvervangend vrederechter in Oostende.
Hij vervulde verschillende politieke mandaten. In 1946 werd hij voor de CVP provincieraadslid van West-Vlaanderen en bleef dit tot in 1949. Hij werd in 1968 nogmaals verkozen, maar verzaakte aan dit mandaat.
Van 1946 tot 1947 was hij OCMW-raadslid van Oostende. Vanaf 1947 was hij gemeenteraadslid van Oostende en bleef dit tot 1980. In 1953 werd hij schepen in een coalitie met de liberalen onder het burgemeesterschap van Adolphe Van Glabbeke. Vanaf 1959 werd hij zelf burgemeester, aan het hoofd van een coalitie met de socialisten.
Van 1949 tot 1965 zetelde Piers voor het arrondissement Veurne-Diksmuide-Oostende in de Kamer van volksvertegenwoordigers. Daarna zetelde hij als rechtstreeks gekozen senator van 1965 tot 1971 in de Senaat. Hij was van 1966 tot 1968 eveneens minister-staatssecretaris voor Openbaar Ambt en Toerisme in de eerste regering geleid door Paul Vanden Boeynants.
Het was vooral in het mandaat van burgemeester dat hij opging en waar hij grote populariteit mee verwierf, in en buiten Oostende. Hij was een volkse en charmante man die door zijn kwinkslagen en zijn vrolijk karakter overal onmiddellijk aanvaard werd. Hij bestuurde niettemin de stad met een stevige hand en zette zich in voor de verdere wederopbouw en ontwikkeling ervan.

### Bouwkundig erfgoed
Het bewind onder Jan Piers werd gekenmerkt door volledige steun aan het massatoerisme en weinig begrip voor het architecturaal patrimonium van Oostende. Onder zijn bewind werd 50% van de belle-époque-woningen gesloopt, vandaar de Engelse bijnaam 'The Butcher of the Bel Epoque'.
De afbraak van het stedelijk theater, na jaren van verwaarlozing, werd door velen betreurd. In de plaats kwam een torengebouw, jarenlang verkozen tot lelijkste gebouw van de kust. Tot het einde van zijn leven bleef Piers zijn beleid en de bouw van de 'Appletise'-toren verdedigen: "In die villa's van die Franstalige Brusselaars woonde er één gezin dat af en toe naar de kust kwam, nu verblijven er op dezelfde oppervlakte 20 families die geld spenderen..."

## = Andere activiteiten=
Piers was beheerder in verschillende vennootschappen, meer bepaald in de Standaard Groep, Sabena, Sun International, Bank van Brussel (1970-1975), Siemens (1972-1985), Bank Brussel Lambert (1975-1985), Decloedt en Zoon, Ostend Pharma, Excelsior en Hypothecaire Kredietbank van Oostende.
Hij werd in 1971 covoorzitter van de Koninklijke Belgische Touring Club en in 1980 vicevoorzitter van Touring Wegenhulp. Nadat hij aan het burgemeesterschap had vaarwel gezegd was de leiding van deze organisaties zijn voornaamste activiteit.
Ook was Piers voorzitter van de Hoge Raad voor Toerisme.

## Eerbetoon
In Oostende is naar hem het Jan Piersplein genoemd.
Hij was ereconsul van Tunesië.